# Phanaeus chalcomelas
Phanaeus chalcomelas là một loài bọ cánh cứng trong họ Bọ hung (Scarabaeidae).